# 日本綜合研究所 (公司)

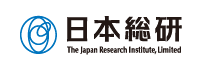

株式會社日本綜合研究所（日语：株式会社日本総合研究所、にほんそうごうけんきゅうしょ），是三井住友金融集團旗下的系統整合商，並擁有諮詢公司和智庫部門。公司英文簡稱JRI，日文簡稱日本總研。

## 外部連結
- 日本総研 （页面存档备份，存于）